# Калиновачко језеро
Калиновачко језеро (Граисељићи) је вјештачко језеро у општини Калиновик, Република Српска, БиХ. Језеро се налази код мјеста Граисељићи на путу Калиновик—Љута. Језеро је дугачко око 100 метара, широко око 70 метара, а дубоко 2 метра. Језеро Грајсељићи се налази на 1.000 метара надморске висине. Ово акумулационо језеро се водом напаја из Грајсељићке ријеке.

## Историја
Ово вјештачко језеро је настало 2000. године, а његов творац је планинарско друштво Калиновик, односно његови чланови.